# Yassıhüyük, Acıpayam
Yassıhüyük là một thị trấn thuộc huyện Acıpayam, tỉnh Denizli, Thổ Nhĩ Kỳ. Dân số thời điểm năm 2010 là 1350 người.